# Bom Jesus (Piauí)
Bom Jesus is een gemeente in de Braziliaanse deelstaat Piauí. De gemeente telt 20.511 inwoners (schatting 2009).
De plaats is zetel van het rooms-katholieke bisdom Bom Jesus do Gurguéia.